# Iva Lukežić
Iva Lukežić (Lovreć, 3. siječnja 1936.), hrvatska jezikoslovka, filologinja, kroatistica i dijalektologinja.

## Životopis
Rođena u Lovreću. Školske godine 1957/58. počinje raditi u Narodnoj osmogodišnjoj školi Jelenje. Tamo radi do 1979. godine, nakon čega prelazi na Pedagoški fakultet u Rijeci. Studirala je jugoslavistiku na Filozofskom fakultetu u Zagrebu. Nastavila je studij na poslijediplomskom magistarskom studiju jezikoslovlja. Na Pedagoškom fakultetu bila je asistentica, pa docentica te profesorica u tri izbora, na kolegijima Staroslavenski jezik, Povijest hrvatskoga jezika i Dijalektologija hrvatskoga jezika. Na Filozofskom fakultetu u Rijeci osnovala je i provela na poslijediplomski znanstveni studij dijalektologije i povijesti hrvatskoga jezika. Magistrirala je 1982. tezom naslovljenom Govori Donjeg Jelenja, pod mentorstvom Milana Moguša. Doktorirala je na temu čakavskog ikavsko-ekavskog dijalekta.
Objavila je djela:
- Čakavski ikavsko-ekavski dijalekt
- Trsatsko-bakarska i crikvenička čakavština.
- Grobnički govor XX. stoljeća (sa Sanjom Zubčić),
- Zajednička povijest hrvatskih narječja 1 - fonologija,
- Zajednička povijest hrvatskih narječja 2 - morfologija,
- Govori Klane i Studene,
- Hrvatski istarski preporoditelji Matko Laginja,
- Vjekoslav Spinčić, Matko Mandić (skupina autora),
- Uredila zbornik u izdanju Katedre Čakavskog sabora za Grobnišćinu,
- knjigu Devet stoljeća grobničke župe.
- Priredila zbornik tekstova Jozsefa Berghoffera o fijumanskom idiomu.

Članke objavlje u časopisu Fluminensia, Grobničkom zborniku, Lovrećkom libru, Filologiji, Hrvatskome dijalektološkom zborniku. Uvrštena je u Drugi Hercigonjin zbornik.
Bavi se dijalektološkim i jezičnopovijesnim aspektima hrvatskoga jezika.

## Vanjske poveznice
- Tko je tko u hrvatskoj znanosti  Arhivirana inačica izvorne stranice od 19. veljače 2021. (Wayback Machine)
- WorldCat